# Über den Tellerrand
Über den Tellerrand e. V. és una organització sense ànim de lucre que lluita per a la integració dels refugiats. La seva seu es troba a Berlín. L'organització va ser fundada l'abril de 2014. L'objectiu principal és promoure la coexistència entre els refugiats i les persones locals, duent a una major inclusió. De moment, l'associació està activa a 25 ciutats. 

## Història

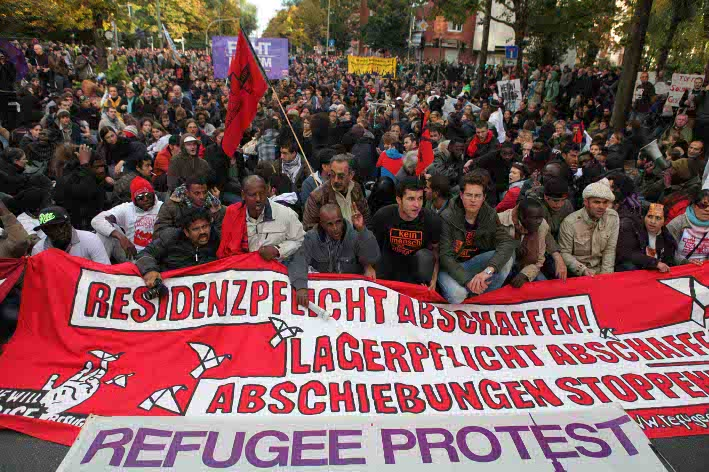
Refugiats protestant a Berlín, l'any 2013.

La idea va començar a desenvolupar-se l'any 2013 a Berlin, quan va haver-hi freqüents manifestacions de refugiats a la plaça Oranienplatz de Berlín. La manifestació va tenir molta cobertura als mitjans de comunicació, però no es deia res de qui era la gent que estava protestant a la plaça. Els iniciadors de la proposta Über den Tellerrand llegien molt als mitjans sobre la manifestació però no sobre qui s'amagava darrere; el seu primer objectiu era conèixer els refugiats. Per a fer-ho, van decidir anar a la plaça amb els refugiats i cuinar amb ells de forma regular. D'aquestes trobades on cuinaven tots junts, va sorgir un llibre de cuina. Aquest consta de les receptes originals dels refugiats, amb l'afegit d'explicar la seva història personal.  El llibre era part d'un projecte per una competició de la Freien Universität Berlin (Funpreneur Wettbewerbs). En 8 setmanes es va dissenyar el producte i es va posar a la venta. El primer llibre té 21 receptes, que resulten de les trobades a Oranienplatz on cuinaven els refugiats conjuntament amb els locals. Pel desenvolupament del llibre, l'equip va rebre el desembre de 2013 el Premi Funpreneur. En un inici, només es van imprimir 400 receptes. Tot i així, aviat va haver-hi tanta demanda que els quatre fundadors van voler professionalitzar el projecte.

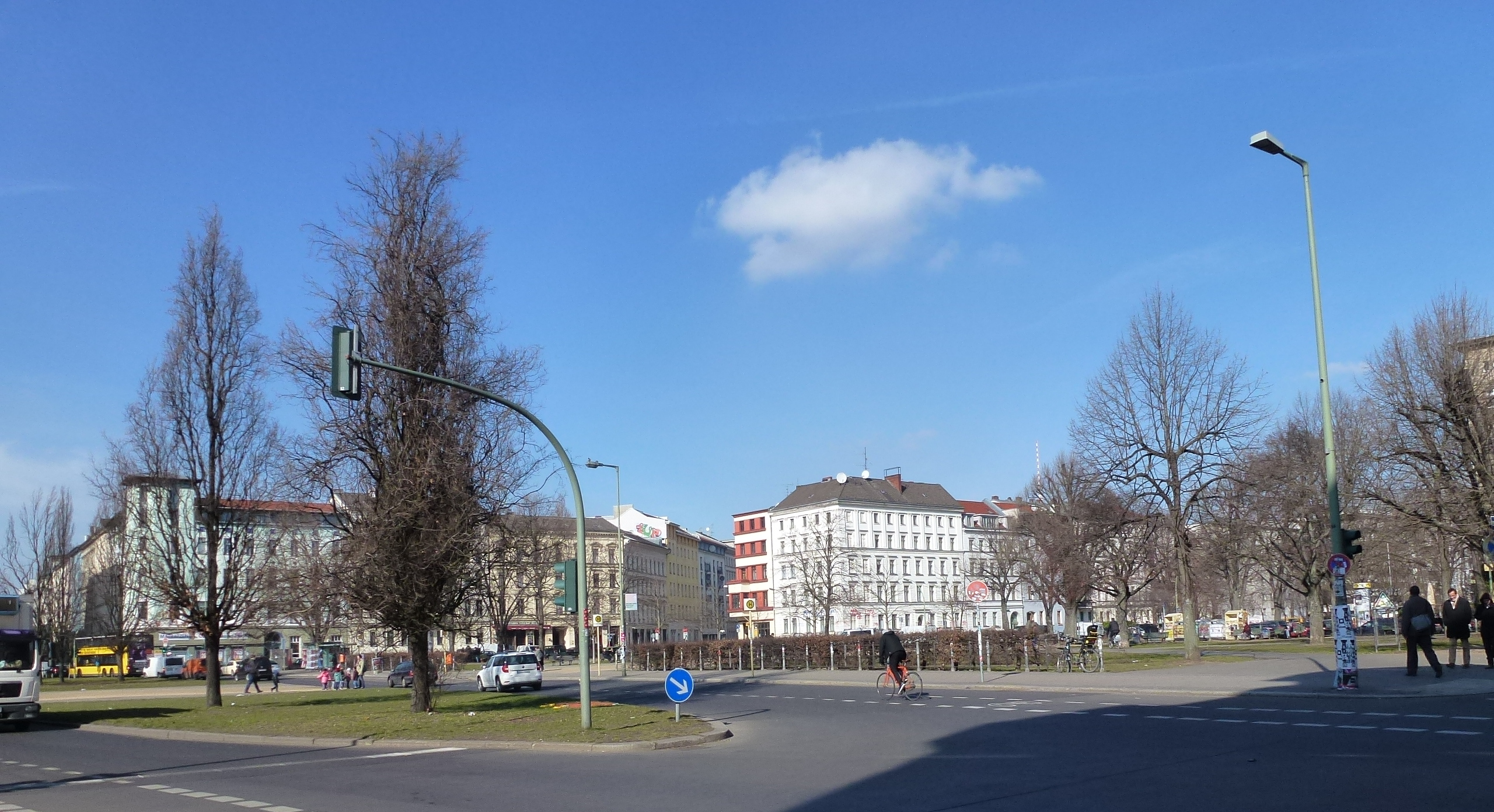
La Oranienplatz a Berlín - Kreuzberg

A través de les trobades conjuntes de cuina, es desenvolupa la idea que els refugiats puguin donar classes de cuina. Aquesta idea evoluciona en el marc del Dach vom Social Impact Lab, la primavera de 2014.  El més important pels que tenen la iniciativa era de reunir els refugiats i els locals a un mateix nivell. Mitjançant els cursos, l'estatus dels refugiats varia de "la humilitat d'un suplicant" i és substituït per "l'auto-consciència d'un expert". 
Més tard, es publica un segon llibre de cuina. Aquest conté 36 receptes de 27 de refugiats. Els xefs venen de països com ara l'Afganistan, Síria, Guinea, Níger, Macedònia del Nord o Txetxènia.
La idea original de l'Associació era la de permetre que els refugiats poguessin mostrar i introduir la seva cultura al país, mitjançant l'experiència de cuinar conjuntament amb gent local. D'aquesta manera, a través de cuinar conjuntament, els locals - que normalment no tenen cap relació amb els refugiats - adquireixen una altra dimensió de la seva situació, entenent millor qui són i d'on venen.

## Activitats de l'associació
L'Associació executa diversos programes encaminats al suport de la Integració. Podem trobar-hi el Programa Champion, el Satelliten Programm, Kitchen on the Run, Job Buddy Programm i Building Bridges.  
En el Champion Programm s'estableixen xarxes socials per als refugiats. L'associació dona suport a aquest mitjançant el coaching de voluntaris i la provisió d'infraestructures i recursos. Com a activitats centrals trobem el cuinar conjuntament, esports, cant o jardineria, però també cursos de llengua. El Satelliten Programm inclou el suport satèl·lit d'altres ciutats fora de Berlín. En total, compta amb 25 satèl·lits d'ÜberDenTellerrand presents als Països Baixos, Suïssa, Àustria i Alemanya. L'associació ofereix als satèl·lits directrius estructurades, esborranys de treball i assessorament. Cada any se celebra des de l'associació un Satellitenkongress que consisteix en el fet que s'uneixen totes les comunitats individuals i fan un projecte comú. El programa Kitchen on the Run és una cuina mòbil que, el 2016, va viatjar per Itàlia, França, Alemanya, Holanda i Suècia. La cuina mòbil viatja pels països i a les parades es reuneixen els refugiats amb la gent local, i cuinen de forma conjunta. L'objectiu del programa és de difondre la idea de l'associació i d'aquesta manera, ampliar la xarxa a nivell internacional. El projecte és finançat a través de l'Advocate Europe Programm.  En el futur es pretén construir una flota similar de cuines mòbils per tal d'utilitzar-les a diferents regions. Al programa Job Buddy treballadors experimentats ajuden els refugiats donant-los orientació respecte el mercat de treball, la preparació de la documentació  per l'aplicació a la feina i guies per a les entrevistes de feina. L'Associació dona suport al programa, a més a més, amb conferències i tallers temàtics. Al Building Bridges Programm un equip format per un local alhora que per un refugiat que ja porta temps a la ciutat - provinents del mateix origen -, donen suport als nouvinguts. A través de la combinació de locals i refugiats recentment integrats, és més fàcil superar les barreres de l'idioma. A més a més, ajuda a la integració de refugiats i a una major comprensió de les dificultats a les quals s'enfronten els refugiats recent arribats.

## Premis i distincions
- Ort im Land der Ideen (Lloc al món de les idees) 2016[8]
- Aktiv für Demokratie und Toleranz (Actius per la democràcia i la tolerància)  l'any 2015[9]
- Gastronomischer Innovator 2015[10]
- Advocate Europe el 2015[11]
- Exposició de l'EXPO Milà 2015 al Pavelló Alemany[12]

## Publicacions
- Rezepte für ein besseres (Receptes per a un millor nosaltres) Pearl, 2014, ISBN 978-3-95760-002-8
- Eine Prise Heimat: Das Fusions-Kochbuch (Un pessic de casa: El llibre de cuina de fusió) Riva, 2016 ISBN 978-3-86883-606-6